# Evangelische Kirche (Uckersdorf)

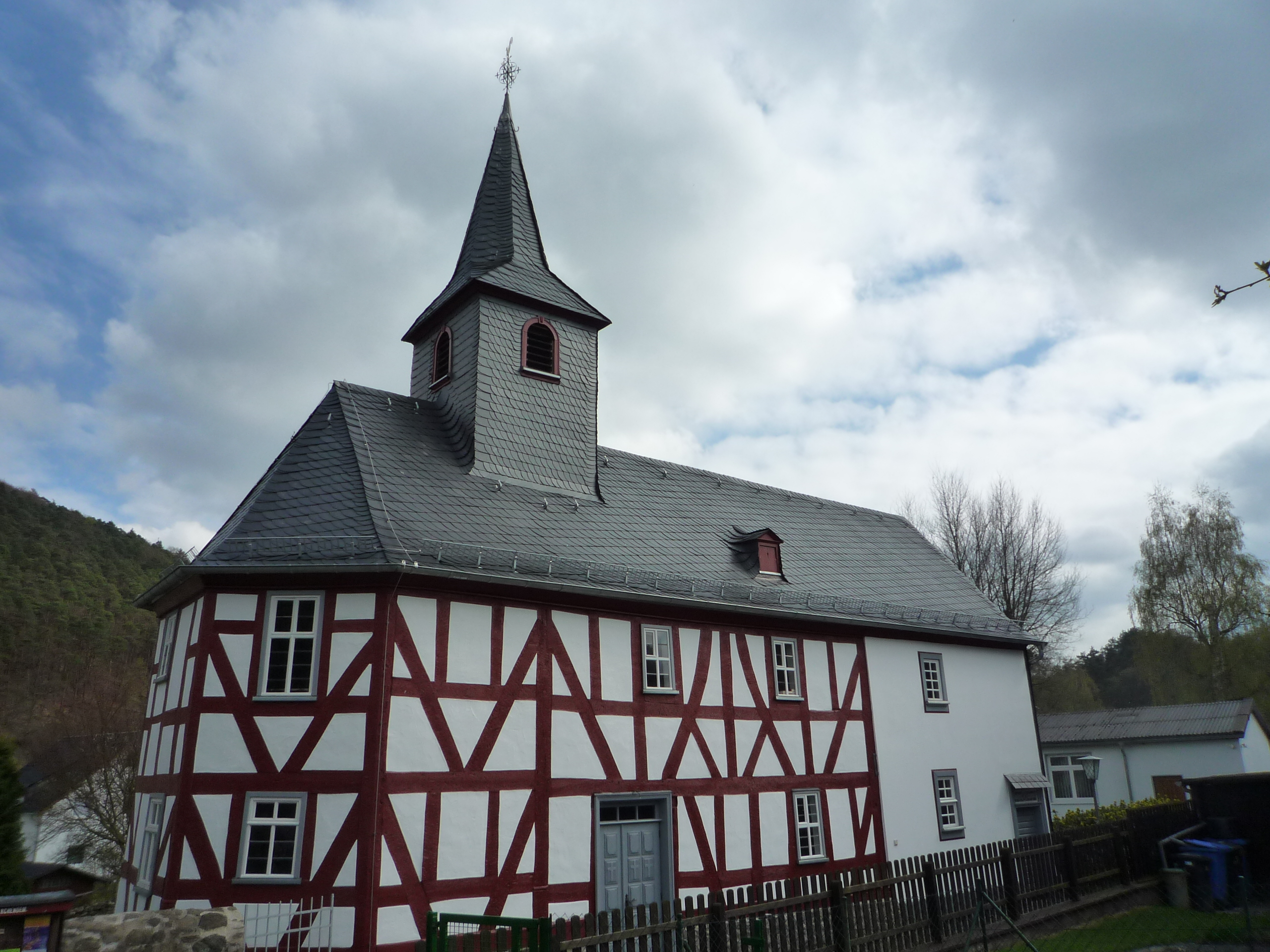
Evangelische Kirche (Uckersdorf)

Die Evangelische Kirche Uckersdorf ist ein denkmalgeschütztes Kirchengebäude, das in Uckersdorf steht, einem Stadtteil von Herborn im Lahn-Dill-Kreis (Hessen). Die Kirche gehört zur Kirchengemeinde Ambachtal im Dekanat An der Dill in der Propstei Nord-Nassau der Evangelischen Kirche in Hessen und Nassau.

## Beschreibung
Die zweigeschossige Fachwerkkirche wurde 1643 in Ständerbauweise erbaut. 1935 wurde das Kirchenschiff nach Süden verlängert. Am östlichen Teil des Kirchenschiffs wurde das Holzfachwerk freigelegt. Aus dem schiefergedeckten Satteldach des Kirchenschiffs erhebt sich ein quadratischer, mit einem achtseitigen, spitzen Helm bedeckter Dachreiter, der den Glockenstuhl beherbergt. 
Im Inneren wird das Kirchenschiff vom Chor, der einen 5/8-Schluss hat, durch einen hölzernen Chorbogen getrennt. Die Flachdecken von Kirchenschiff und Chor werden längs von Unterzügen getragen. Im Kirchenschiff wurden Emporen an beiden Längsseiten eingebaut. Die Empore im Chor folgt der polygonalen Außenwand. Zur Kirchenausstattung gehört eine achtseitige Kanzel, die mit einem Gesims gegliedert ist. 
Die Orgel mit sieben Registern auf einem Manual und Pedal wurde 1970 von Gerald Woehl gebaut. Die Disposition lautet:
Manual: Gedeckt 8′         Pedal: Subbaß 16′
Prinzipal 4′
Flöte 4′
Quintade 2′
Mixtur 1 1⁄3′
Zimbel 1⁄2′